# Autobahnkreuz Altdorf
Das Autobahnkreuz Altdorf (Abkürzung: AK Altdorf; Kurzform: Kreuz Altdorf) ist ein Autobahnkreuz in Bayern, das sich in der Metropolregion Nürnberg befindet. Hier kreuzen sich die Bundesautobahn 3 (Oberhausen – Frankfurt am Main – Passau) (Europastraße 56) und die Bundesautobahn 6 (Saarbrücken – Mannheim – Nürnberg) (Europastraße 50).

## Geographie
Das Kreuz befindet sich am Rande von Franken, an der Grenze zur Oberpfalz. Es liegt auf dem Gebiet des gemeindefreien Gebiets Winkelhaid, 15 km südöstlich der Nürnberger Innenstadt und etwa 150 km nördlich von München. Als wichtiger Verkehrsknotenpunkt verbindet es die A 3 (Niederlande/Arnheim – Österreich/Linz) mit der A 6 (Frankreich/Paris – Tschechien/Pilsen).
Das Autobahnkreuz Altdorf trägt auf der A 3 die Nummer 89, auf der A 6 die Nummer 61.

## Ausbauzustand
Die A 6 und die A 3, sind im Kreuzungsbereich jeweils vierstreifig ausgebaut.
Alle Überleitungen sind einstreifig.
Das Kreuz ist in Kleeblattform angelegt.

## Verkehrsaufkommen
Das Kreuz wird täglich von rund 84.000 Fahrzeugen passiert.
| Von                         | Nach                       | Durchschnittliche tägliche Verkehrsstärke | Durchschnittliche tägliche Verkehrsstärke | Durchschnittliche tägliche Verkehrsstärke | Anteil Schwerlastverkehr | Anteil Schwerlastverkehr | Anteil Schwerlastverkehr |
| Von                         | Nach                       | 2005                                      | 2010                                      | 2015                                      | 2005                     | 2010                     | 2015                     |
| --------------------------- | -------------------------- | ----------------------------------------- | ----------------------------------------- | ----------------------------------------- | ------------------------ | ------------------------ | ------------------------ |
| AK Nürnberg (A 3)           | AK Altdorf                 | 40.000                                    | 40.000                                    | 43.600                                    | 18,8 %                   | 19,7 %                   | 20,7 %                   |
| AK Altdorf                  | AS Altdorf/Burgthann (A 3) | 45.000                                    | 46.500                                    | 50.600                                    | 18,1 %                   | 20,1 %                   | 20,8 %                   |
| AS Kreuz Nürnberg-Ost (A 6) | AK Altdorf                 | 37.200                                    | 38.500                                    | 41.500                                    | 22,3 %                   | 22,3 %                   | 22,9 %                   |
| AK Altdorf                  | AS Altdorf/Leinburg (A 6)  | 27.600                                    | 28.100                                    | 31.900                                    | 25,2 %                   | 25,2 %                   | 24,7 %                   |

## Trivia
Das Autobahnkreuz Altdorf ist das südöstlichste der fränkischen Autobahnknotenpunkte und bildet eine wichtige Brücke in der Achse von Nürnberg nach Prag und von Würzburg nach Regensburg.